# Eleição municipal de Barueri em 1992
A eleição municipal de Barueri em 1992  ocorreu no dia 3 de outubro de 1992, para eleger um prefeito, um vice-prefeito e 19 vereadores no município de Barueri, no Estado de São Paulo, Brasil. O prefeito eleito foi Rubens Furlan, do PMDB, com 67,30% dos votos válidos, no primeiro turno. Houve outros dois candidatos: Eduardo Assarito, do PT e José Calixto, do PRN. Na Câmara Municipal de Barueri, o candidato mais votado foi Cleuso Oliveira, do PMDB com 2.919 votos, 3,23% dos votos válidos.

## Antecedentes
Na eleição municipal de 1988, Bel Correia, do PMDB, foi eleito com 30.168 votos, equivalente a 49,69% dos votos. Ele venceu na disputa o ex-prefeito Arnaldo Rodrigues Bittencourt, do PSB e Luiz Carlos Gomes, do PT.

## Candidatos
| Candidato(a)       | Partido |
| ------------------ | ------- |
| Rubens Furlan      | PMDB    |
| Eduardo Assarito   | PT      |
| Jose Calixto Gomes | PRN     |

## Resultados

### Prefeito
| Candidato(a)           | 1º Turno 3 de outubro de 1992 | 1º Turno 3 de outubro de 1992 |
| Candidato(a)           | Votação                       | Votação                       |
|                        | Total                         | Porcentagem                   |
| ---------------------- | ----------------------------- | ----------------------------- |
| Rubens Furlan (PMDB)   | 57.434                        | 67,30%                        |
| Eduardo Assarito (PT)  | 5.067                         | 5,94%                         |
| Calixto (PRN)          | 2.010                         | 2,36%                         |
| Total de votos válidos | 64.511                        | 75,59%                        |
| Votos em branco        | 14.726                        | 17,26%                        |
| Votos nulos            | 11.451                        | 7,15%                         |
| Total                  | 85.338                        | 100%                          |
| Abstenções             | 9.501                         | 10,02%                        |
| Total de eleitores     | 94.839                        | 100%                          |

## Vereador
| Resultado da eleição para a Câmara Municipal de Barueri em 1992 |                        |                        |        |             |
| Candidato (a)                                                   | Candidato (a)          | Partido                | Votos  | Porcentagem |
| Cleuso de Oliveira                                              | Cleuso de Oliveira     | PMDB                   | 2.919  | 3,42%       |
| Janio Gonçalves                                                 | Janio Gonçalves        | PMDB                   | 2.559  | 3,00%       |
| José de Melo                                                    | José de Melo           | PFL                    | 1.478  | 1,73%       |
| Clarindo Aparecido                                              | Clarindo Aparecido     | PMDB                   | 1.411  | 1,65%       |
| Maria Evangelista                                               | Maria Evangelista      | PMDB                   | 1.281  | 1,50%       |
| Luciano Menezes                                                 | Luciano Menezes        | PMDB                   | 1.262  | 1,48%       |
| Arnaldo Bittencourt                                             | Arnaldo Bittencourt    | PDT                    | 1.223  | 1,43%       |
| Tarzan                                                          | Tarzan                 | PMDB                   | 1.212  | 1,42%       |
| Zé Baiano                                                       | Zé Baiano              | PFL                    | 1.155  | 1,35%       |
| João Amancio                                                    | João Amancio           | PFL                    | 1.124  | 1,32%       |
| José Maria de Moraes                                            | José Maria de Moraes   | PFL                    | 1.089  | 1,28%       |
| Nilton Melão                                                    | Nilton Melão           | PMDB                   | 1.068  | 1,25%       |
| Vitor Firmino                                                   | Vitor Firmino          | PFL                    | 1.055  | 1,24%       |
| Valdemir Holanda                                                | Valdemir Holanda       | PMDB                   | 1.002  | 1,17%       |
| Jurandir Aparecido                                              | Jurandir Aparecido     | PFL                    | 941    | 1,10%       |
| José Lino da Silva                                              | José Lino da Silva     | PFL                    | 889    | 1,04%       |
| Ezio                                                            | Ezio                   | PFL                    | 877    | 1,03%       |
| Noé Borges                                                      | Noé Borges             | PMDB                   | 710    | 0,83%       |
| Joliete Santos                                                  | Joliete Santos         | PDT                    | 674    | 0,79%       |
| Total de votos válidos                                          | Total de votos válidos | Total de votos válidos | 67.125 | 78,65%      |
| Votos em branco                                                 | Votos em branco        | Votos em branco        | 9.392  | 11,01%      |
| Votos nulos                                                     | Votos nulos            | Votos nulos            | 8.821  | 10,34%      |
| Total                                                           | Total                  | Total                  | 85.338 | 89,98%      |
| Abstenções                                                      | Abstenções             | Abstenções             | 9.501  | 10,02%      |
| Votos Apurados                                                  | Votos Apurados         | Votos Apurados         | 85.338 | 100%        |
| Total de eleitores                                              | Total de eleitores     | Total de eleitores     | 94.839 | 100%        |